# Aleksander Migo
Aleksander Migo (ur. 20 maja 1946 w Wadowicach) – polski poeta, przedstawiciel poezji postmodernistycznej, pisał również teksty piosenek, między innymi dla Kazimierza Grześkowiaka („Kawalerskie noce”) i wczesnej Budki Suflera („Blues George’a Maxwella”). Studiował filologię polską na Uniwersytecie Marii Curie-Skłodowskiej w Lublinie. Debiutował na łamach "Kameny". Publikował również między innymi w "Życiu Literackim", "Miesięczniku Literackim", "Nowym Wyrazie", "Poezji", "Literaturze" i "Kulturze". W latach 1969–1971 związany był ze studencką grupą poetycką "Samsara". Obecnie mieszka w Ozimku w woj. opolskim.
Jego teksty wyrażają niepokój egzystencjalny związany z przenikaniem się światów – emocjonalnego i materialnego. Próby odnalezienia własnej świadomości przejawiały się w lirycznych opisach otaczających go miejsc, przedmiotów (Kantyczka optymistyczna ze zbioru Monolog po sezonie; Dolina mojej matki, ***Lasy dziecinne ze zbioru Ciemny pokój). W pozostałych utworach można doszukać się analizy i oceny zjawisk, zarówno literackich (Monolog po sezonie ze zbioru pod tym samym tytułem) jak i społecznych (O paniach jednej maści ze zbioru Ciemny pokój).
Warsztatowo Migo dochodzi do perfekcji modernistycznej formy rymowanej. Subtelne i wyszukane rymy niedokładne najczęściej występują w układzie nieparzystym jednak ich rozkład często ulega zmianie nawet w obrębie jednego utworu. Nierzadko długości wersów są dowolne, co daje efekt rozluźnienia formy i wyraz twórczej kreatywności. Styl jest jednak bardzo emocjonalny, słowa i środki stylistyczne są wyszukane i subtelne.